# コーラルトードフィッシュ
コーラルトードフィッシュ (学名：Sanopus splendidus) は、ガマアンコウ目ガマアンコウ科の一種。

## 分布・生態
カリブ海に分布する。かつてはコスメル近海固有種と考えられていたが、現在はホンジュラスからカンクンにかけ発見されている。
水深10-15mの岩場やサンゴ礁に生息する。夜行性であり、昼間は岩の間やサンゴの下に隠れている。巣穴は傾斜のある砂地に多く、巣穴から出ることは珍しい。大きな口で小魚や貝、ゴカイなどを捕まえて食べる。浮き袋を使って鳴き声を出すことができ、この鳴き声はオスがメスの気を引く歌として使われ、1匹ごとに歌声は異なる。1匹が歌い出すと他の個体も一斉に歌い出し、大合唱になる。

## 形態
最大24cm。体はやや細長く、頭部は扁平で大きく、眼は上方にある。歯は小さく、鋭い。
鰭は縁が黄色く、腹鰭は全体が黄色。背鰭は2基あり、合計で3棘29-31軟条から成る。胸鰭は頭部の後ろにあり、丸く大きい。腹鰭は頭部の下にあり、小さく尖っている。尾鰭は丸形で、小さい。
体色は濃い灰色で、白い模様が入り、頭部は縞模様、体側面は不規則な斑模様である。鰭にも網目模様が入る。下顎には髭があり、枝分かれしている。